# بوطاميدية
البوطاميدية (الاسم العلمي: Potamididae) هي فصيلة من الحيوانات تتبع رتبة الصدفيات الماصة من طائفة بطنيات الأرجل.

## أجناس
- البوطاميد
- اليقرون